# Pont ferroviaire de Langon
Le pont ferroviaire de Langon est un pont ferroviaire français de la ligne de Bordeaux Saint-Jean à Sète-Ville qui permet le franchissement de la Garonne à Langon.
Il remplace l'ancien pont ferroviaire mis en service en 1855. Le pont actuel a été mis en service en 1998. Il est prolongé rive droite par le viaduc de Saint-Macaire (631 m).

## Situation ferroviaire
Le pont ferroviaire de Langon est situé au point kilométrique (PK) 42,153 de la ligne de Bordeaux Saint-Jean à Sète-Ville, entre les gares ouvertes de Gare de Langon et de Gare de Saint-Macaire.

## Histoire
L'ancien pont ferroviaire de Langon construit par Ernest Goüin et Cie fut ouvert en 1855.

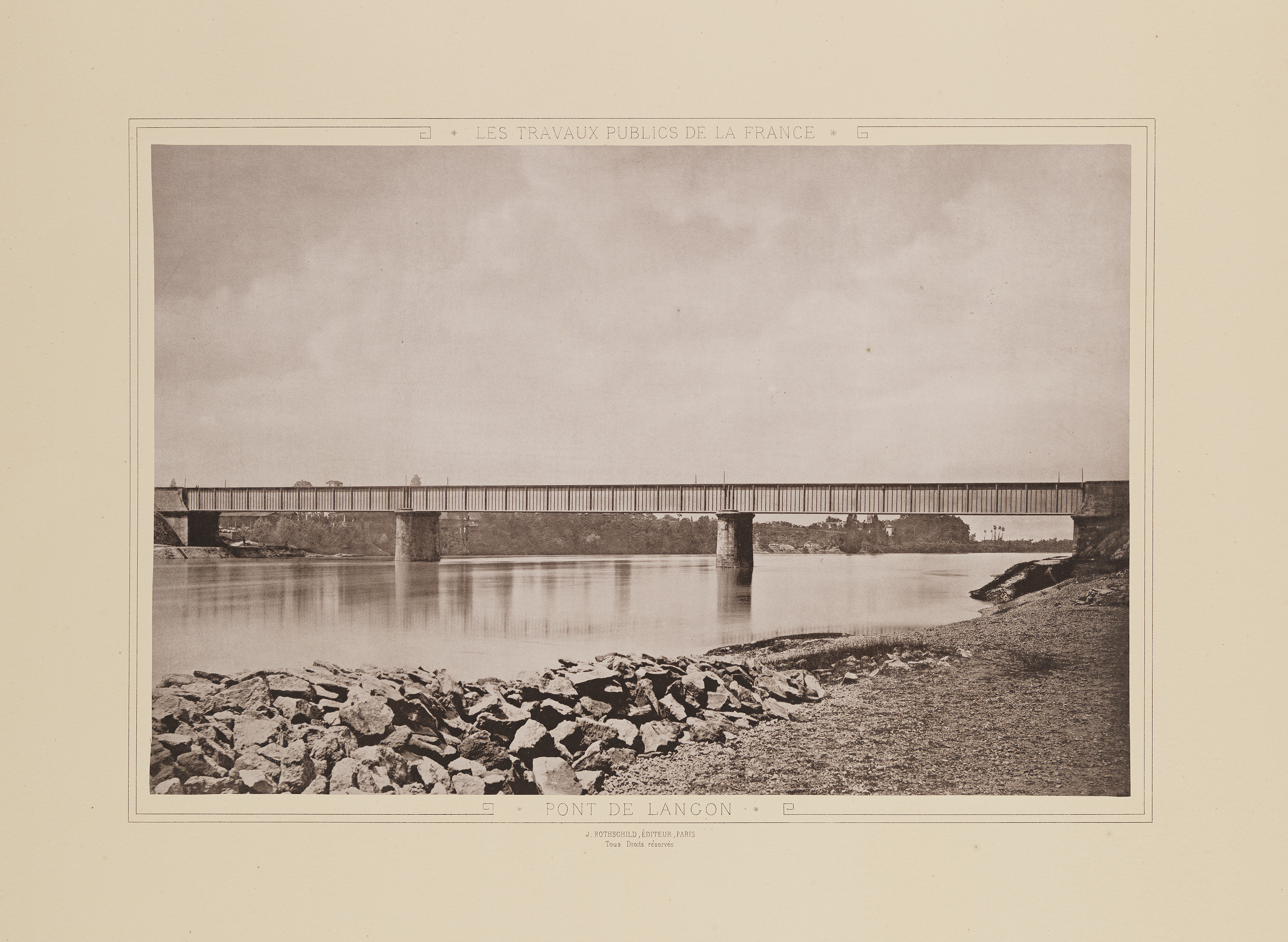
L'ancien pont ferroviaire de 1855.